# SpaceX CRS-1
SpaceX CRS-1 è la prima missione del programma Commercial Resupply Services della NASA, per il rifornimento della Stazione spaziale internazionale. Questa missione costituisce il terzo volo del veicolo spaziale Dragon, e il quarto del razzo vettore Falcon 9, entrambi della SpaceX.

## Lancio

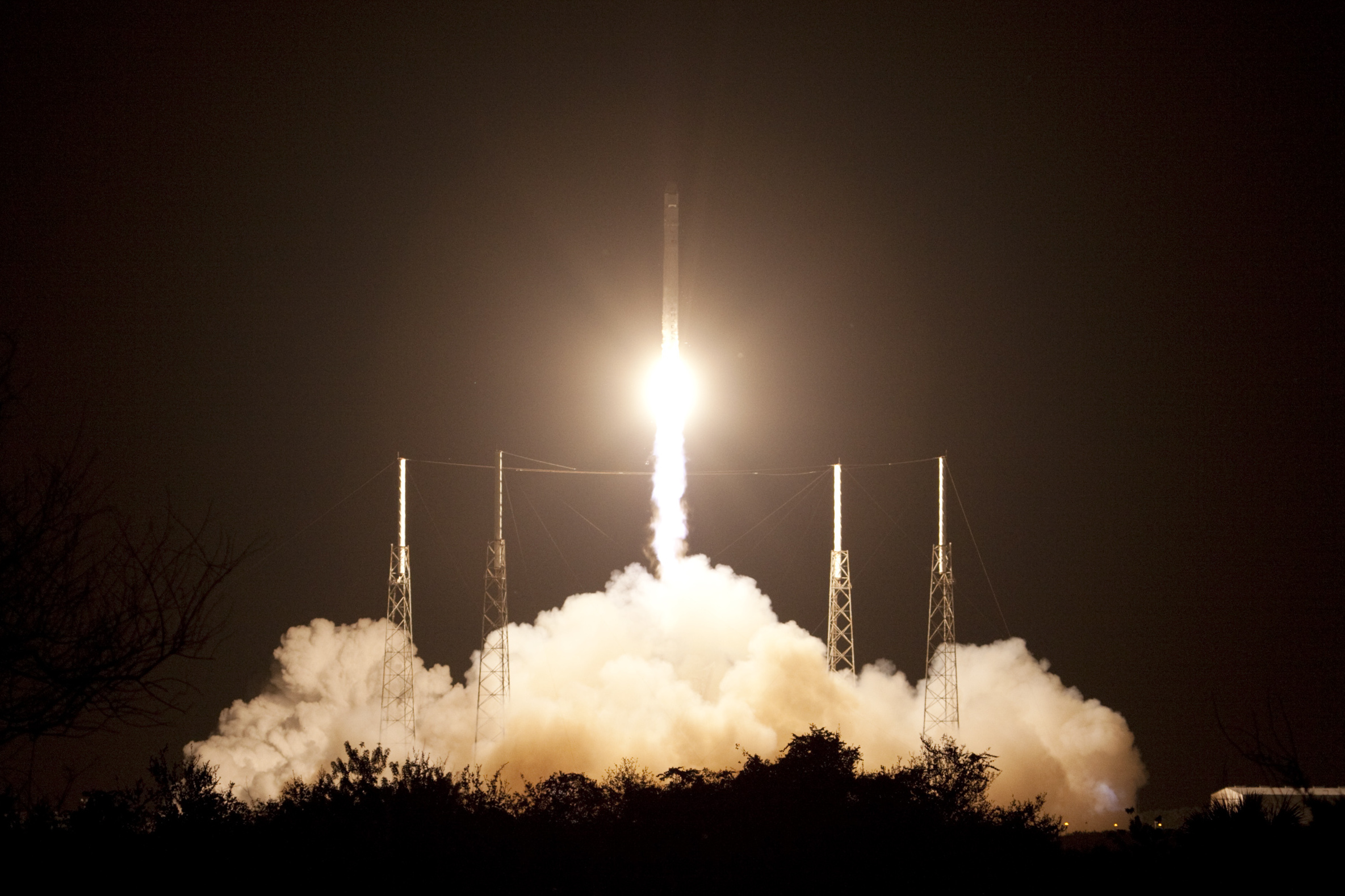
Lancio del Falcon 9, nell'ambito della missione SpaceX CRS-1 (8 ottobre 2012).

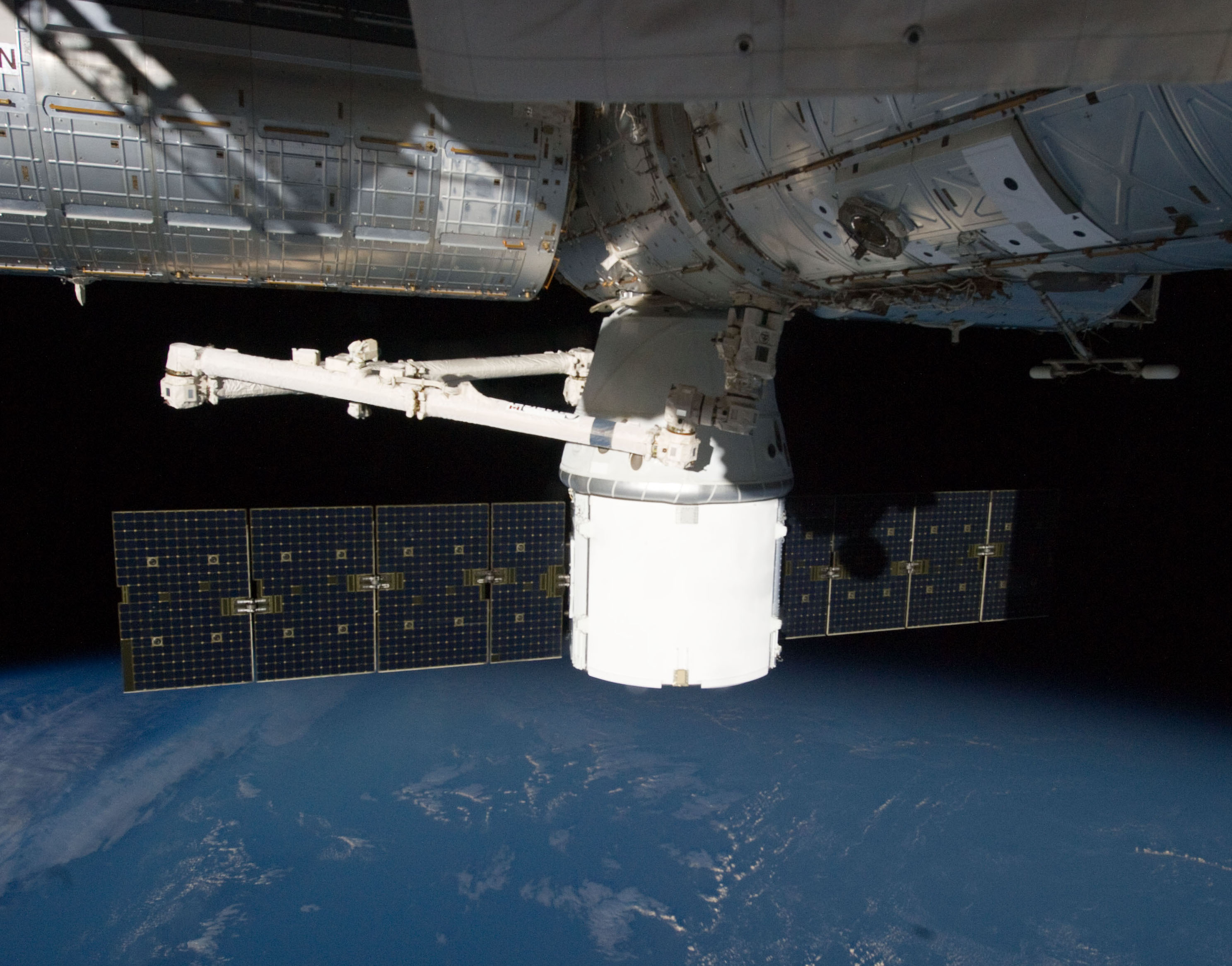
Il braccio robotico Canadarm2 ha agganciato Dragon al modulo Harmony della Stazione spaziale internazionale

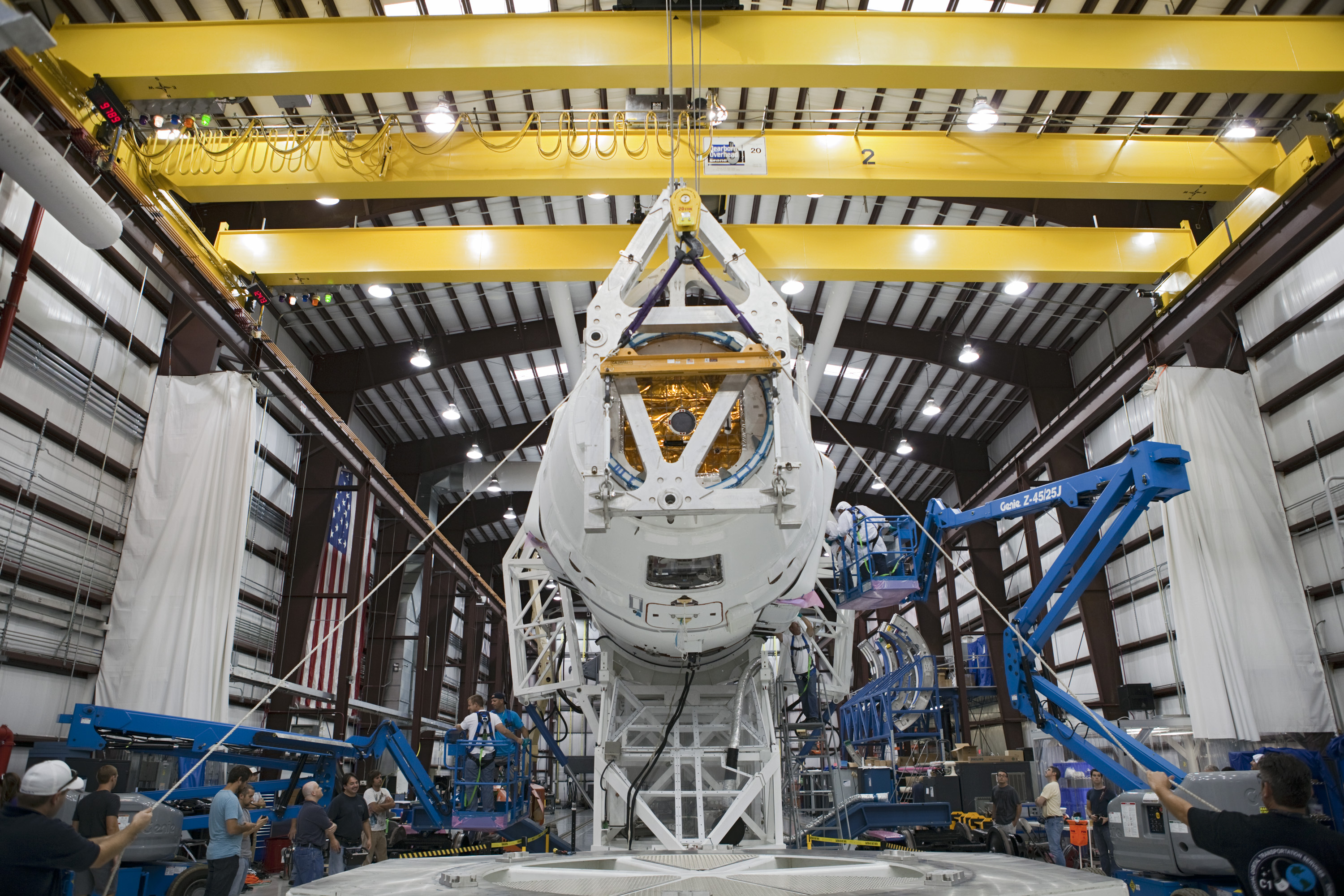
Preparazione di Dragon per il volo

La missione è partita dal Cape Canaveral Air Force Station Space Launch Complex 40, il complesso della Cape Canaveral Air Force Station da cui partono tutti i Falcon 9, alle 00:34:07 UTC dell'8 ottobre 2012. Il piano di volo prevedeva che il razzo vettore superasse la velocità del suono a T+00:01:10 (un minuto e 10 secondi dopo la partenza), ma pochi secondi dopo questo istante il Falcon 9 riscontra un'anomalia in uno dei suoi nove motori Merlin.

### Anomalia del motore
Un minuto e 19 secondi dopo il lancio, uno dei nove motori Merlin (il numero 1) del primo stadio perde pressione e viene automaticamente spento dal computer di bordo del razzo. Ciononostante, il vettore porta il suo carico primario nell'orbita corretta.
Questo imprevisto è la prima effettiva dimostrazione della caratteristica "engine-out" del razzo vettore Falcon 9, ovvero la capacità di portare a termine la missione nonostante lo spegnimento di un motore malfunzionante in qualunque momento del volo.
Comunque, NASA e SpaceX hanno formato una commissione congiunta (CRS-1 Post-Flight Investigation Board) per investigare le cause del malfunzionamento; i suoi rapporti preliminari indicano che la fuel dome, sopra l'ugello, si ruppe (ma non esplose). Nei video del volo sono visibili le perdite di carburante che prendono fuoco, danneggiando la carenatura, prima che il motore venga spento.

## Carico

### Carico primario
Alla partenza, la capsula Dragon conteneva 905 kg di carico. Di questi, 120 kg erano rifornimenti per l'equipaggio, 180 di materiali critici per esperimenti da eseguire a bordo della stazione, 105 di apparecchiature per la stazione stessa. Il resto della massa era costituito dagli imballaggi.
Al ritorno, il carico era ancora di 905 kg (759 senza imballaggi). Questa massa era composta da 393 kg di esperimenti scientifici e altre apparecchiature da riportare sulla Terra, 75 kg di rifornimenti dell'equipaggio, 235 kg di componenti della Stazione, 56 kg di altro materiale. I componenti della ISS caricati nel Dragon per il ritorno sulla Terra erano guasti, e sono stati riportati affinché gli ingegneri possano studiarli e capire le cause dei loro malfunzionamenti. Così facendo è possibile sviluppare equipaggiamenti migliori per il futuro, e anche riparare quelli vecchi.

### Carico secondario
Il carico secondario della missione era costituito da un satellite prototipo della Orbcomm, trasportato nel secondo stadio del razzo vettore Falcon 9.
Purtroppo, lo spegnimento del motore Merlin numero 1 comportò una spesa maggiore in termini di carburante, in quanto i restanti otto motori dovettero rimanere accesi più a lungo per compensare la perdita di spinta. Questa riduzione del carburante rispetto alle previsioni abbassò la probabilità di successo della missione secondaria al 95%. La NASA, però, quando l'inserimento orbitale di un carico secondario necessita un passaggio ravvicinato alla ISS, richiede una probabilità di successo maggiore del 99%. Il secondo stadio, quindi, non effettuò la seconda accensione, e rimase in un'orbita instabile e troppo bassa. Il satellite è ricaduto sulla Terra dopo quattro giorni, bruciando nell'atmosfera; nel frattempo è comunque riuscito a raccogliere quasi tutte le informazioni per cui era stato lanciato, riguardanti la futura costellazione di satelliti che la Orbcomm sta per lanciare in orbita.